# Kansas City Spurs 1968
Questa pagina raccoglie i dati riguardanti i Kansas City Spurs nelle competizioni ufficiali della stagione 1968.

## Stagione
La franchigia nacque dal ricollocamento dei Chicago Spurs a Kansas City. La squadra, allenata dal magiaro János Bédl, aveva in rosa molti giocatori provenienti dal defunto club di Chicago e venne integrata da altri provenienti dai campionati europei.
Gli Spurs raggiunsero le semifinali del torneo, perdendole contro i San Diego Toros. 

## Organigramma societario
Area direttiva
- Vice-presidenti: Al Kaczmarek, John Tyler
- Business Manager: John Tyler
- General Manager: Al Kaczmarek

Area tecnica
- Allenatore: János Bédl
- Preparatore: Aladar Baliko

## Rosa
| N.     |                        | Ruolo | Calciatore          |
| ------ | ---------------------- | ----- | ------------------- |
| 0/1/21 | Paesi Bassi (bandiera) | P     | Bertus Hoogerman    |
| 1      | Germania (bandiera)    | P     | Horst Mühlmann      |
| 1/21   | Jugoslavia (bandiera)  | P     | Nenad Vranies       |
| 2      | Stati Uniti (bandiera) | A     | Willy Roy           |
| 3      | Germania (bandiera)    | C     | Gerhard Wiedemeier  |
| 4      | Grecia (bandiera)      | D     | Demetrius Plessas   |
| 5      | Germania (bandiera)    | A     | Manfred Seissler    |
| 6      | Jugoslavia (bandiera)  | D     | Miloš Grbić         |
| 7      | Germania (bandiera)    | D     | Hans-Uwe Göbel      |
| 7      | Paesi Bassi (bandiera) | A     | Alphonsius Stoffels |
| 8      | Irlanda (bandiera)     | D     | Joe Haverty         |
| 9      | Italia (bandiera)      | C     | Luigi De Robertis   |
| 10     | Jugoslavia (bandiera)  | C     | Mladen Vranković    |
| 11     | Germania (bandiera)    | A     | Wolfgang Glock      |

| N. |                        | Ruolo | Calciatore         |
| -- | ---------------------- | ----- | ------------------ |
| 12 | Germania (bandiera)    | C     | Heinz Banschewitz  |
| 13 | Brasile (bandiera)     | A     | Iris DeBrito       |
| 13 | Scozia (bandiera)      | A     | Alex McCall        |
| 14 | Paesi Bassi (bandiera) | C     | Gerrit Borghuis    |
| 15 | Germania (bandiera)    | A     | Manfred Rummel     |
| 16 | Polonia (bandiera)     | D     | Waldemar Kaszubski |
| 16 | Ungheria (bandiera)    | A     | János Hanek        |
| 17 | Scozia (bandiera)      | A     | Ernie Winchester   |
| 18 | Scozia (bandiera)      | C     | Pat O'Connor       |
| 19 | Jugoslavia (bandiera)  | C     | Dragan Popović     |
| 20 | Irlanda (bandiera)     | A     | Eric Barber        |
| 21 | Stati Uniti (bandiera) | C     | Herman Krieger     |
|    | Grecia (bandiera)      | D     | Nick Angelidas     |